# Episodi di Alta marea (seconda stagione)
La seconda stagione della serie televisiva Alta marea, composta da 25 episodi, è stata trasmessa in anteprima negli Stati Uniti d'America in syndication dal 24 settembre 1995 al 4 giugno 1996. In Italia è stata trasmessa su Italia 1 nel 1998.
| nº | Titolo originale                         | Titolo italiano | Prima TV USA      | Prima TV Italia |
| -- | ---------------------------------------- | --------------- | ----------------- | --------------- |
| 1  | Personal Property                        |                 | 24 settembre 1995 |                 |
| 2  | The Last Fight                           |                 | 1º ottobre 1995   |                 |
| 3  | The Grind                                |                 | 8 ottobre 1995    |                 |
| 4  | One on One                               |                 | 15 ottobre 1995   |                 |
| 5  | Mermaid                                  |                 | 22 ottobre 1995   |                 |
| 6  | Barry                                    |                 | 25 ottobre 1995   |                 |
| 7  | Down South                               |                 | 5 novembre 1995   |                 |
| 8  | Sea No Evil                              |                 | 12 novembre 1995  |                 |
| 9  | Natural Born Surfers                     |                 | 19 novembre 1995  |                 |
| 10 | Thank Heaven for Little Girls            |                 | 27 novembre 1995  |                 |
| 11 | Bikini Patrol                            |                 | 3 dicembre 1995   |                 |
| 12 | The Curse of the High Tide               |                 | 21 gennaio 1996   |                 |
| 13 | Beach Blanket Werewolf                   |                 | 28 gennaio 1996   |                 |
| 14 | A Three Hour Tour                        |                 | 5 febbraio 1996   |                 |
| 15 | Old Friends                              |                 | 12 febbraio 1996  |                 |
| 16 | Out of the Ashes                         |                 | 19 febbraio 1996  |                 |
| 17 | Sunspirit                                |                 | 26 febbraio 1996  |                 |
| 18 | Code Name: Scorpion                      |                 | 9 marzo 1996      |                 |
| 19 | Sins of the Mother                       |                 | 22 aprile 1996    |                 |
| 20 | Bad Influence                            |                 | 28 aprile 1996    |                 |
| 21 | Anything, Anytime, Anywhere (Part 1 & 2) |                 | 5 maggio 1996     |                 |
| 22 | Anything, Anytime, Anywhere (Part 1 & 2) |                 | 12 maggio 1996    |                 |
| 23 | Big Brother                              |                 | 19 maggio 1996    |                 |
| 24 | Vintage Tide                             |                 | 26 maggio 1996    |                 |
| 25 | Dead Reckoning                           |                 | 4 giugno 1996     |                 |